# Cepora aspasia
Cepora aspasia är en fjärilsart som först beskrevs av Stoll 1790.  Cepora aspasia ingår i släktet Cepora och familjen vitfjärilar. Inga underarter finns listade i Catalogue of Life.